# Waikato
A Waikato folyó Új-Zélandon, az Északi-szigeten. Hossza 425 km, ezzel az ország leghosszabb folyója. A Mount Ruapehu keleti lejtőin ered, majd egyesül a Tongariro folyóval és Új-Zéland legnagyobb tavába, a Taupói-tóba folyik. A folyó a Taupo-tó lefolyásában folytatódik, északnyugatnak veszi az irányt, majd a Tasman-tengerbe ömlik. Neve maori nyelven áramló vizet jelent.

## Természetföldrajzi jellemzői
A Waikato forrása Új-Zéland legnagyobb aktív vulkánja, a Mount Ruapehu keleti lejtőin található, ahonnan északi irányba indul és belefolyik a Taupói-tóba. A folyó Taupo városánál folyik ki a tóból, ahonnan északkelet, majd északnyugat felé halad. Áthalad Hamiltonon, majd Port Waikatonál a Tasman-tengerbe ömlik. Átlagos vízhozama 340 m³/s, a legmagasabb értékek júliusban és augusztusban mérhetők. Vízgyűjtő területe 13701 km².

## Gazdasági jelentőség
A folyón több vízerőmű is található, amelyek Új-Zéland áramtermelésének megközelítőleg 13%-át adják. 

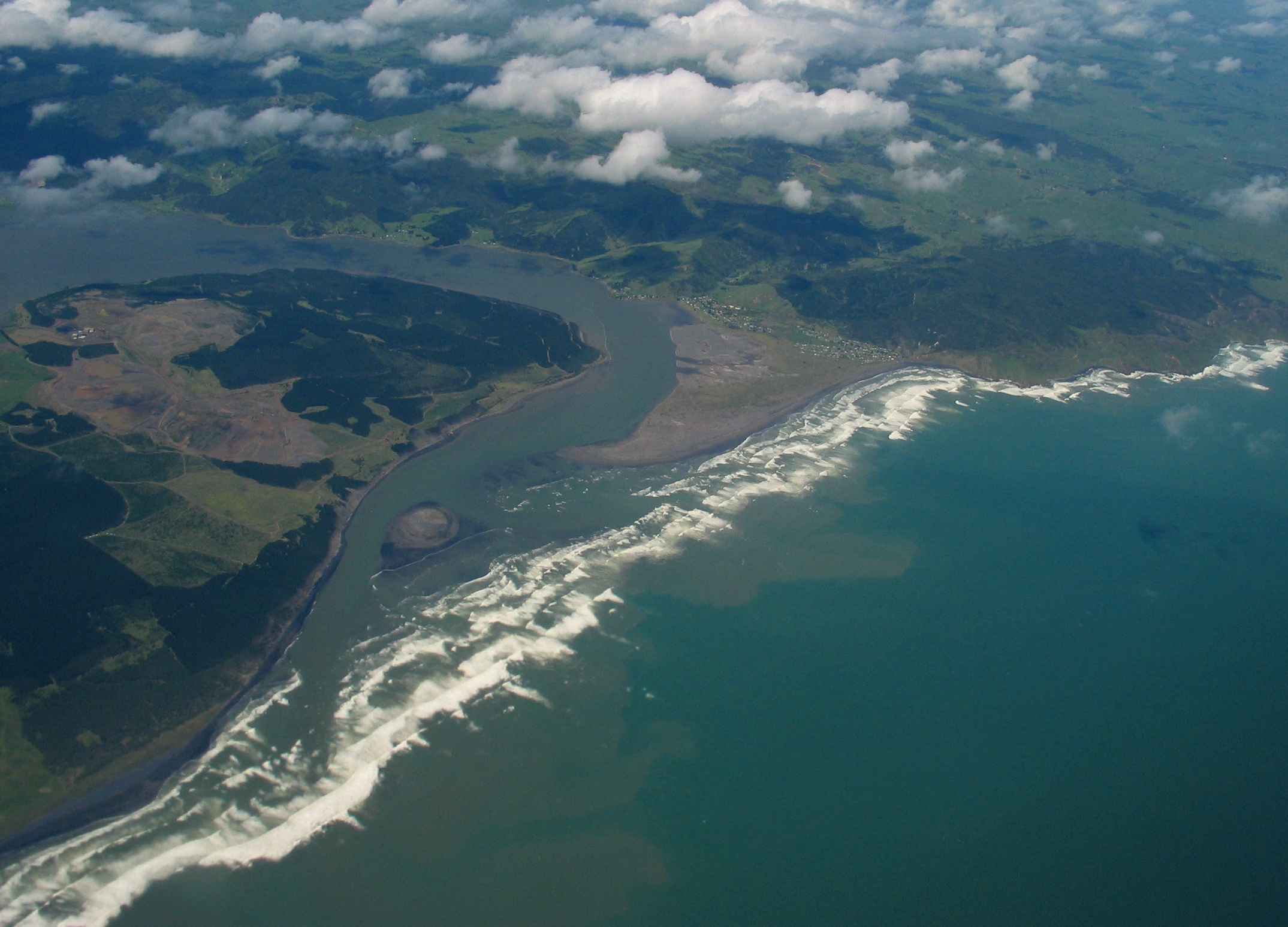
A Waikato torkolata légifelvételen. Jól látható a turzások kialakulása a hordalék és a tengeri hullámzás révén